# La Hiến
La Hiến (giản thể: 罗宪; phồn thể: 羅憲; bính âm: Luo Xian; ? – 270), tự Lệnh Tắc (令則), là tướng lĩnh nhà Quý Hán và Tây Tấn thời Tam Quốc trong lịch sử Trung Quốc.

## Thân thế
La Hiến quê ở huyện Tương Dương, quận Nam, sau tách thành quận Tương Dương thuộc Kinh Châu. Cha của La Hiến là La Mông (羅蒙), vốn là người Kinh Châu chạy nạn vào đất Thục, làm quan đến Thái thú Quảng Hán. Anh của Hiến là La Thức (羅式), quan tới Thái thú Tang Kha.
Thời trẻ, La Hiến nổi danh nhờ tài học. Mười ba tuổi đã có thể viết văn chương. Sau Hiến vào Thái học học tập, bái Tiều Chu làm thầy. Trong số các học trò khi đó, Tiều Chu lấy Văn Lập ví như Nhan Hồi, Trần Thọ, Lý Kiền ví như Tử Du, Tử Hạ, La Hiến ví với Tử Cống. La Hiến có tính cách chính trực, nghiêm cẩn, lỗi lạc, xem nhẹ tài phú mà hay cho đi, không xem trọng gia sản.

## Thời Hán
Năm 238, Hoàng tử Lưu Tuyền được lập làm Thái tử. La Hiến cũng bắt đầu xuất sĩ, giữ chức Thái tử Xá nhân, rồi Thái tử Thứ tử, Thượng thư Lại bộ lang. Sau La Hiến thăng chức Tuyên Tín Hiệu úy, hai lần tham gia sứ đoàn đi sứ Đông Ngô, được người Ngô khen ngợi.
Năm 258, Thị trung Trần Chi chết bệnh, Hoàng Hạo bắt đầu khống chế triều chính. Các đại phần trong triều phần nhiều dựa dẫm vào Hạo, chỉ có số ít, bao gồm La Hiến, là không. Hoàng Hạo chướng mắt, biếm Hiến làm Thái thú Ba Đông, muốn mưu hại. Hữu Đại tướng quân Diêm Vũ làm Vĩnh An Đô đốc, lấy La Hiến làm Lĩnh quân, làm cấp phó của mình.
Mùa thu năm 263, quân Ngụy xâm nhập, Hậu chủ lệnh cho Diêm Vũ đem quân đến phía tây cứu viện. Diêm Vũ lưu lại 2.000 quân cho La Hiến phòng ngự Vĩnh An, còn bản thân đem số quân còn lại đến Thành Đô. Không lâu sau, tháng 11, Hậu chủ đầu hàng, dân chúng Ba Đông đều hoang mang, các quan quân đóng bên bờ Trường Giang đều bỏ thành mà chạy. La Hiến bèn bắt lấy một người làm loạn đem chém, mới khiến người dân bình tĩnh trở lại. Biết được quốc gia diệt vong, La Hiến liền dẫn các thuộc cấp ra Đô đình (trạm dịch) phúng điếu, khóc suốt ba ngày.

## Trận Vĩnh An
Tháng 10 năm 263, khi quân Ngụy mới đánh vào đất Thục, Đông Ngô phái ba lộ quân cứu Thục: Một do Đinh Phụng và Lưu Bình chỉ huy tấn công Thọ Xuân; một do Tôn Dị cùng Đinh Phong chỉ huy vượt sông Hán đánh Hán Trung, còn một lộ đóng ở Nam quận, do tướng quân Thịnh Hiến chỉ huy, muốn lợi dụng danh nghĩa cứu viện để đánh úp Vĩnh An. La Hiến đoán được kế của Đông Ngô, cho chỉnh đốn áo giáp, binh khí bảo vệ thành trì, lại hô hào khích lệ tướng sĩ, khiến cho tất cả mọi người đều nghe lệnh. Tháng sau, Đông Ngô biết được tin Hậu chủ đầu hàng, cho lui quân.
Đến tháng 2 năm 264, Ngô chủ Tôn Hưu biết tin Chung Hội, Đặng Ngải đều chết ở Thành Đô, đất Thục đang trong tình trạng vô chính phủ, liền phái Phủ quân tướng quân Bộ Hiệp đánh Ba Đông. La Hiến ban đầu cho quân ra bờ sông ngăn cản nhưng bất thành, phái Tham quân Dương Tông phá vây đến chỗ An Đông tướng quân Trần Khiên đưa ấn thụ và con tin đến chỗ Tấn vương Tư Mã Chiêu để xin cứu viện. Khi Bộ Hiệp công thành, La Hiến cho quân ra đánh, phá tan quân Ngô. Tôn Hưu nổi giận, phái Trấn quân tướng quân Lục Kháng, Chinh tây tướng quân Lưu Bình, Thái thú Kiến Bình Thịnh Mạn đem 3 vạn quân đến bao vây.
La Hiến thủ thành trong suốt 6 tháng mà không hề có tin tức của quân cứu viện. Binh dân trong thành đã bị thương bệnh quá nửa. Có người khuyên La Hiến bỏ thành mà chạy nhưng Hiến không đồng ý:
Bậc nhân chủ, là người mà trăm họ trông ngóng, lúc nguy cấp chẳng yên định được, lại vội vã bỏ chạy, đấy là việc người quân tử không làm vậy, ta hết mệnh ở chỗ này thôi.
May mắn trong thời gian đó, Trần Khiên đã gửi được tin tức đến chỗ Tấn vương. Đất Thục khi đó vừa mới trải qua chiến loạn nên không có năng lực chi viện. Tư Mã Chiêu phái Thứ sử Kinh Châu Hồ Liệt tấn công trọng trấn Tây Lăng (thuộc Kinh Châu) của Đông Ngô. Quân Ngô ở tiền tuyến gặp nguy cơ bị cắt đứt đường về, buộc Lục Kháng phải rút quân.
Vòng vây Vĩnh An bị xóa bỏ, Tư Mã Chiêu phong La Hiến làm Lăng Giang tướng quân, Giám Ba Đông chư quân sự, sử trì tiết, tước Vạn Niên đình hầu. Các tướng lĩnh khác cũng được phong thưởng. Sau trận chiến, bốn huyện thuộc quận Vũ Lăng nước Ngô làm phản hàng Ngụy. La Hiến được nhận chức Thái thú Vũ Lăng.

## Thời Tấn
Năm 265, Tấn vương Tư Mã Viêm cướp ngôi Tào Ngụy, phong thưởng quần thần. La Hiến đem vợ con vào triều, được thăng tước Tây Ngạc huyện hầu. Con trai của Hiến là La Tập được phong làm Cấp sự trung. Tấn Vũ đế ban chiếu khen ngợi: Hiến trung liệt quả nghị, hữu tài lược năng lực, nên cổ vũ. La Hiến được phong Quán quân tướng quân, giả tiết, lại được thưởng bội kiếm sơn huyền ngọc. Khi trở về, La Hiến bất ngờ cho quân đánh hạ Vu Thành của Ngô, cũng trần kế sách diệt Ngô lên triều đình.
Năm 267, La Hiến vào triều nhận chức, tiến cử Dương Tông thay mình làm Thái thú Vũ Lăng.
Tháng 3 năm 268, La Hiến dự yến hội ở Hoa Lâm viên. Tấn Vũ đế hỏi Hiến trong các con cháu đại thần Quý Hán, có ai thích hợp đề bạt. La Hiến đề cử Thường Kỵ, Đỗ Chẩn, Thọ Lương, Trần Thọ, Hứa Quốc, Cao Quỹ, Lã Nhã, Phí Cung, Gia Cát Kinh, Trần Dụ. Những người này về sau đều làm quan lớn, nổi danh đương thời.
Năm 270, La Hiến qua đời, truy tặng An Nam tướng quân, thụy Liệt hầu.

## Gia đình
- La Tập (羅襲), con trưởng của La Hiến, được phong Cấp sự trung. Năm 270, sau khi La Hiến mất, được phong Lăng Giang tướng quân, lĩnh bộ khúc của Hiến. Cuối cùng được truy tặng Thái thú Quảng Hán.[1][2]
  - La Huy (羅徽), cháu nội La Hiến, quan đến Nội sử Thuận Dương. Năm 311, Huy bị Vương Như giết hại.[1]
- La Thượng (羅尚), con trai của La Thức, quan đến Thứ sử Ích Châu.[1][2]
  - La Vũ (羅宇), con trưởng của La Thượng. Năm 310, sau khi La Thượng chết, Vũ bị Kiến Bình Đô úy Bạo Trọng giết hại.[2]
  - La Diên Thọ (羅延壽), con thứ của La Thượng, quan đến Kỵ đô úy.[2]

## Trong văn hóa
La Hiến không xuất hiện trong tiểu thuyết Tam quốc diễn nghĩa của La Quán Trung.